# پال چیزلی
پال چیزلی (انگلیسی: Paul Cheesley؛ زادهٔ ۲۰ اکتبر ۱۹۵۳) بازیکن فوتبال اهل بریتانیا است.
از باشگاه‌هایی که در آن بازی کرده‌است می‌توان به باشگاه فوتبال بریستول سیتی و باشگاه فوتبال نوریچ سیتی اشاره کرد.